# Politica dell'Ambazonia
La politica dell'Ambazonia è il sistema politico dell'Ambazonia, che si basa sulla Costituzione, sulla democrazia, sul federalismo.
In Ambazonia esistono diversi gruppi politici: African People's Liberation Movement (APLM), Ambazonia Governing Council (AGovC), Cameroon Anglophone Civil Society Consortium (CACSC), Movement for the Restoration of the Independence of Southern Cameroons (MoRISC), Southern Cameroons Ambazonia Consortium United Front (SCACUF), Southern Cameroons Liberation Council (SCLC), Southern Cameroons National Council (SCNC), Southern Cameroons Youth League (SCYL).